# Babynci
Babynci (ukr. Бабинці; pol. hist. Babińce) – osiedle typu miejskiego na Ukrainie, w obwodzie kijowskim, w rejonie buczańskim. W 2001 roku liczyło 2627 mieszkańców.
Pierwsza wzmianka o miejscowości pochodzi z 1552 roku. W 1938 roku Babynci otrzymały status osiedla typu miejskiego. 
Według danych z 2001 roku 95,28% mieszkańców jako język ojczysty wskazało ukraiński, 4,61% mieszkańców – rosyjski, pozostała część – białoruski.